# Simple Plan
Simple Plan é uma banda canadense de rock formada em Montreal, Quebec. A banda já lançou cinco álbuns em estúdio: No Pads, No Helmets...Just Balls (2002), Still Not Getting Any... (2004), Simple Plan (2008), Get Your Heart On! (2011), e Taking One for the Team (2016). também lançaram um EP chamado Get Your Heart On – The Second Coming! (2013), e dois álbuns ao vivo: Live in Japan 2002 (2003) e MTV Hard Rock Live (2005).

## Biografia
A história da banda começa em meados dos anos 1990 quando o vocalista Pierre Bouvier e o baterista Chuck Comeau, ambos então com 13 anos, fundaram o Reset, uma banda de punk rock que conseguiu um sucesso modesto no Canadá com o lançamento de dois álbuns: No Worries (1997) e No Limits (1999). Apesar de a banda ter digressões e de abrir shows de bandas como Face to Face e MxPx por todo o Canadá, Chuck e um outro membro da banda achavam que isso não era suficiente e decidiram desistir antes de terminar o segundo álbum, deixando Pierre e Phillipe Joliecoer (o guitarrista) sozinhos. Apesar disso, e depois de arranjarem um novo baterista, os Reset conseguiram terminar o seu segundo álbum e continuaram com as suas digressões. Mas, a certa altura, Pierre começou a achar que a banda não iria crescer mais e também decidiu desistir.
Entretanto, Chuck tinha desistido da Universidade e formado uma nova banda com os amigos de escola Jeff Stinco e Sebastien Lefebvre. Este novo grupo andava à procura de um vocalista e viu muitos candidatos até que, um dia, por coincidência, Chuck encontrou Pierre num shows dos Sugar Ray e propôs-lhe entrar na banda. Na altura Pierre hesitou um pouco porque estava farto daquele mundo, mas concordou em ir vê-los ensaiar. Quando ouviu as músicas em que estavam a trabalhar, Pierre aceitou entrar na banda.
Depois de Pierre se ter juntado, a banda começou a trabalhar no seu som e a dar vários shows na sua terra natal, mas achavam que faltava alguma coisa. Foi então que ouviram dizer que os Reset tinham um novo vocalista e decidiram ir ver um show por curiosidade. Esse substituto era David Desrosiers amigo íntimo de andinho e eles ficaram tão impressionados que decidiram pedir-lhe para se juntar a eles. David aceitou depois de alguma hesitação e assim nasce o Simple Plan.
Agora, com a banda completa, os cinco rapazes começaram a gravar demos e a enviá-los para editoras, mas estas recusavam-nos constantemente. A grande oportunidade surgiu quando descobriram que o presidente da Lava Records, ía a Montreal ouvir uma outra banda local. O Simple Plan não perdeu esta chance e alugaram um bar para actuarem nessa noite e conseguiram desviar o presidente para ver a sua atuação e não a da outra banda. Este ficou impressionado e decidiu contratá-los.

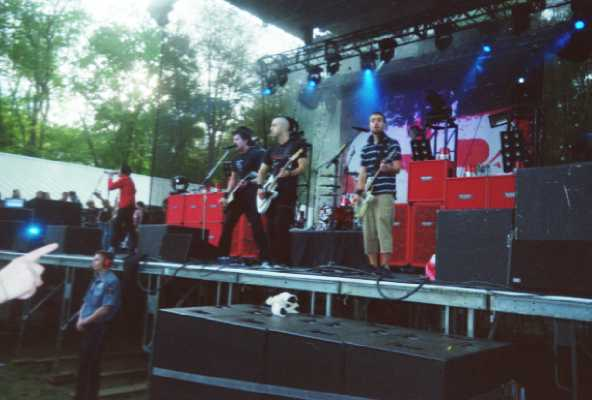
A banda em concerto

Pouco depois a banda começou a trabalhar no seu álbum de estreia: No Pads, No Helmets... Just Balls que saiu na Primavera de 2002. No princípio, o álbum não teve o sucesso esperado uma vez que o primeiro single, "I'm Just a Kid" não foi bem acolhido pelo público. Mas não foi por isso que a banda desanimou: tocaram vários shows e foram construindo uma base de fãs sólida, mas a grande revelação aconteceu quando lançaram o segundo single "I'd Do Anything" com a colaboração de Mark Hoppus dos Blink-182. A música foi um êxito no programa da MTV, TRL e foi o primeiro single deles a entrar para os Hot 100 da Billboard. Os outros singles do álbum, "Addicted" e "Perfect" também tiveram um grande sucesso e pulou a banda para o topo do seu gênero. O topo desse sucesso foi a nomeação do vídeo de "Addicted" para os MTV Video Music Awards de 2003 na categoria de "Best New Artist". Ao todo, No Pads, No Helmets... Just Balls vendeu quase 3 milhões de cópias pelo mundo inteiro.
Após todo este sucesso, a banda tinha a tarefa árdua de lhe dar continuidade e lançar um segundo álbum que os mantivesse no topo. Sendo assim, convidaram Bob Rock para produzir esse álbum. Depois de passarem o Verão de 2004 em estúdio, a banda lançou Still Not Getting Any... em Outubro de 2004. O álbum teve um sucesso imediato estreando-se no top 10 nos Estados Unidos, Canadá, Japão e Austrália. O single "Welcome to My Life" (assim como todos os restantes) foi um sucesso por todo o mundo fazendo com que o álbum tivesse ainda mais sucesso do que o primeiro.
Still Not Getting Any... vendeu aproximadamente 5 milhões de cópias fazendo-os uma das bandas rock com maior sucesso do Mundo.
O novo álbum, lançado em 12 de Fevereiro de 2008, chamado Simple Plan contou com a colaboração de 3 produtores, Nate "Danja" Hills (Nelly Furtado, Justin Timberlake, Britney Spears), Dave Fortman (Evanescence, Ugly Kid Joe) e DJ Lethal (Limp Bizkit).
A 29 de Outubro de 2007 lançaram o primeiro single do terceiro álbum, "When I'm Gone", através de um webchat com os fãs.
No dia 19 de Abril de 2011 lançaram um novo single "Can't Keep My Hands Off You" uma prova que a banda cresceu, mas sem perder a diversão. O novo single faz parte do álbum intitulado Get Your Heart On!, que também contém as faixas "Jet Lag" com participação de Natasha Bedingfield na versão em inglês, e Marie-Mai na versão em francês. A banda também foi convidada para fazer a abertura de What's New, Scooby-Doo?
Em 2013 a banda anunciou que iria compor um novo álbum. O processo de composição e gravação aconteceu entre os anos de 2014 e 2015, onde, neste ano, a banda lançou uma música avulsa chamada Saturday, depois Boom, logo depois I Don't Wanna Be Sad e por fim I Don't Wanna Go To Bed como single oficial do seu quinto álbum de estúdio intitulado de "Taking One For The Team", que foi lançado em 19 de fevereiro de 2016.
No dia 10 de Julho de 2020, a banda colocou em suas mídias sociais um comunicado notificando os fãs sobre a saída do baixista David Desrosiers da banda após denúncias de assédio.
Em 23 de Julho de 2021, a banda disponibilizou nas plataformas de streaming a faixa “What’s New Scooby-Doo?”. A música tema do desenho animado O Que Há de Novo, Scooby-Doo? que marcou os anos 2000 não tinha sua versão original divulgada pela banda, que apenas apresentava nos shows. “Finalmente está acontecendo! A música tema “What’s New Scooby-Doo?” estará oficialmente disponível! Nós sempre nos divertimos muito tocando em nossos shows e não posso acreditar o quanto a música ainda é amada depois de todos esses anos! Esperamos que você goste de ouvir tanto quanto nós amamos tocar”, escreveu o Simple Plan nas redes sociais. Enquanto isso, o Simple Plan está organizando a turnê “Pop Punk’s Still Not Dead”, cujos shows acontecerão em diferentes cidades dos Estados Unidos a partir de agosto de 2021.

## Membros
- Pierre Bouvier - Vocalista, Guitarrista e percussionista (1999 – presente); Baixista (1999 – 2000, 2020 – presente)
- Jeff Stinco - Guitarrista (1999 - presente)
- Chuck Comeau - Baterista (1999 - presente)
- Sebastien Lefebvre - Guitarrista/Backing Vocals (1999 - presente)

## Ex-Membros
- David Desrosiers - Baixista (1999 - 2020)

## Discografia

### Álbuns de estúdio
| Informações do álbum |
| --- |
| No Pads, No Helmets...Just Balls - Ano: 2002 - Gravadoras: Lava Records e Atlantic Records - Produtor: Arnold Lanni - Singles: "I'm Just a Kid", "I'd Do Anything", "Addicted", "Perfect", "Grow Up" e "God Must Hate Me"                  |
| Still Not Getting Any... - Ano: 2004 - Gravadoras: Lava Records e Atlantic Records - Produtor: Bob Rock - Singles: "Welcome to My Life", "Shut Up!", "Untitled", "Crazy" e "Perfect World (canção de Simple Plan)"                         |
| Simple Plan - Ano: 2008 - Gravadoras: Lava Records e Atlantic Records - Produtores: Dave Fortman, Danja e Max Martin - Singles: "When I'm Gone", "Your Love Is a Lie", "Save You"                                                          |
| Get Your Heart On! - Ano: 2011 - Gravadoras: Lava Records e Atlantic Records - Produtores: Brian Howes - Singles: "Can't Keep My Hands Off You", "Jet Lag", "Astronaut", "Loser of the Year", "Summer Paradise" "This Song Saved My Life", |
| Taking One For The Team - Ano: 2016 - Gravadora: Atlantic Records - Produtor: Howard Benson - Singles: "I Don't Wanna Go To Bed", "Opinion Overload", "Singing In The Rain", "Perfectly Perfect"                                           |

## Prêmios e indicações
Radio Canada / La Presse Awards

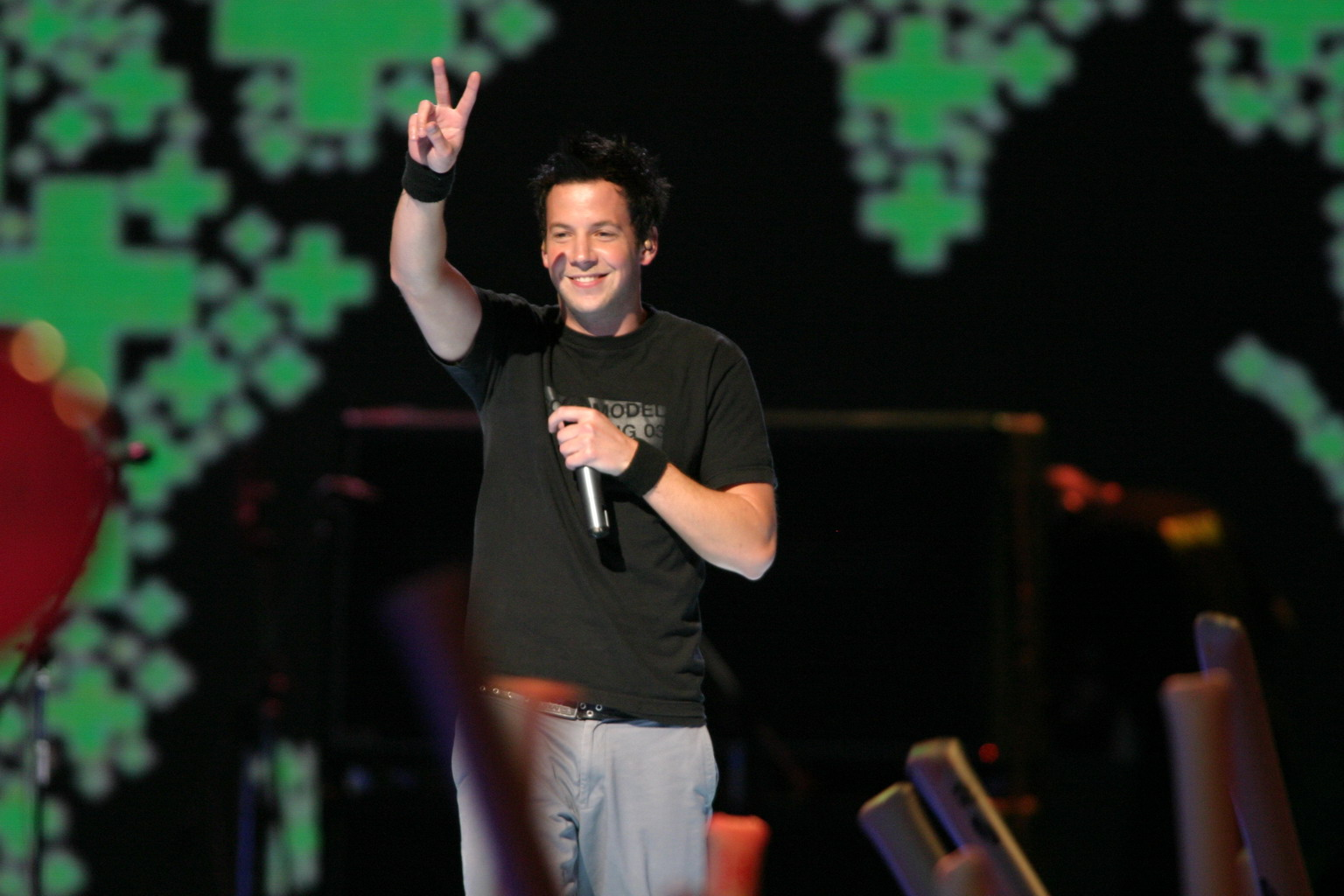
Pierre Bouvier performing with Simple Plan in 2007

- Prêmio 2013 nomeado para artes e entretenimento

2013 Dahsyatnya Awards
- 2013 Indicado para a estrela de convidado excepcional

CASBY Awards
- 2002 Ganhou premio CASBY Award

Juno Awards
- 2012 Ganhou premio Allan Waters Humanitarian Award
- 2009 Indicado para Juno Award
- 2009 Indicado para Juno Award (for the group itself)
- 2006 Ganhou prêmio Juno Fan Choice Award
- 2005 Indicado para Juno Award
- 2005 Indicado para Juno Award
- 2005 Indicado para Juno Award

Kerrang! Awards
- 2008 Indicado para premio Kerrang!

Award
MTV Asia Awards
- 2006 Indicado para favoritos Pop Act

MTV Europe Music Awards
- 2014 Indicado para o Prêmio MTV Europe Music (Melhor Época Mundial - WS Monterrey)[9]

MTV Video Music Awards
- 2004 Indicado para MTV Video Music Award
- 2003 Indicado para MTV Video Music Award

MuchMusic Video Awards
- 2012 Indicado para o Prêmio de Video MuchMusic (Melhor Vídeo Internacional por um canadense)
- 2012 Indicado para o premio MuchMusic (UR FAVE VIDEO)
- 2011 Indicado para o Prêmio MuchMusic Video
- 2009 Ganhou MuchMusic Video Award
- 2008 Ganhou MuchMusic Video Award
- 2008 Indicado para MuchMusic Video Award
- 2008 Indicado pata MuchMusic Video Award
- 2006 Ganhou MuchMusic Video Award
- 2006 Indicado par MuchMusic Video Award
- 2006 Indicado para MuchMusic Video Award
- 2005 Ganhou MuchMusic Video Award
- 2005 Indicado para MuchMusic Video Award
- 2005 Indicado para MuchMusic Video Award
- 2004 Ganhou MuchMusic Video Award
- 2003 Ganhou MuchMusic Video Award

NRJ Music Awards
- 2012 Ganhou NRJ Music Award
- 2007 Indicado para NRJ Music Award

Teen Choice Awards
- 2008 Indicado para Teen Choice Award
- 2005 Ganhou Teen Choice Award

ADISQ
- 2006 ganhou Artiste québécois s'étant le plus illustré hors Québec
- 2006 ganhou Album de l'année – Anglophone